# 大須二子山古墳
大須二子山古墳（おおすふたごやまこふん）は、かつて愛知県名古屋市中区にあった前方後円墳。

## 概要
6世紀前半に築造されたと考えられている大型の前方後円墳であり、大須古墳群の内の1つ。かつては願証寺名古屋分院の後園であり、後円部には尾張徳川家三代藩主徳川綱誠の側室・梅昌院の御霊屋（墓所）やその侍女21人の墓などがあったが、御霊屋は第二次世界大戦の空襲で焼失した。
古墳は戦後の伏見通の拡張や大須球場建設などに伴い1947年（昭和22年）頃までに全て破壊されて正式な発掘は行われていないが、銅鏡や馬具、甲冑などの副葬品が出土したことから、尾張地域を支配した首長の墓と考えられている。なお、出土品は名古屋市博物館や南山大学人類学博物館に収蔵されている。
跡地には現在、名古屋スポーツセンターが建つ。

## 規模と構造
古墳の規模はかつて「全長50メートル、後円部の直径30メートル、高さ8メートル、ただし周辺が削り取られている可能性がある」とされたが、その後の田中稔の研究で「全長75+8メートル、後円部・前方部の最大幅40メートル、くびれ部幅30メートル」とされ、長らくこの数字が使用されてきた。
昭和初期の地籍図や敗戦直後の現況図などの資料から、全長138メートル、前方部幅100メートル、後円部直径72メートル、高さ10メートルで、断夫山古墳に次ぐ規模があったとの説もある。主体部については不明な点が多い。
明治期に作られた地籍図では西本願寺の後園として北西部から南に位置し、北西端の後円部はよく保存され、道路も周囲に沿ってカーブしている。南の前方部の長さを含めた全長138メートルとする説は寺域範囲125メートルなどを根拠に再検討が提案されている。

## 出土品

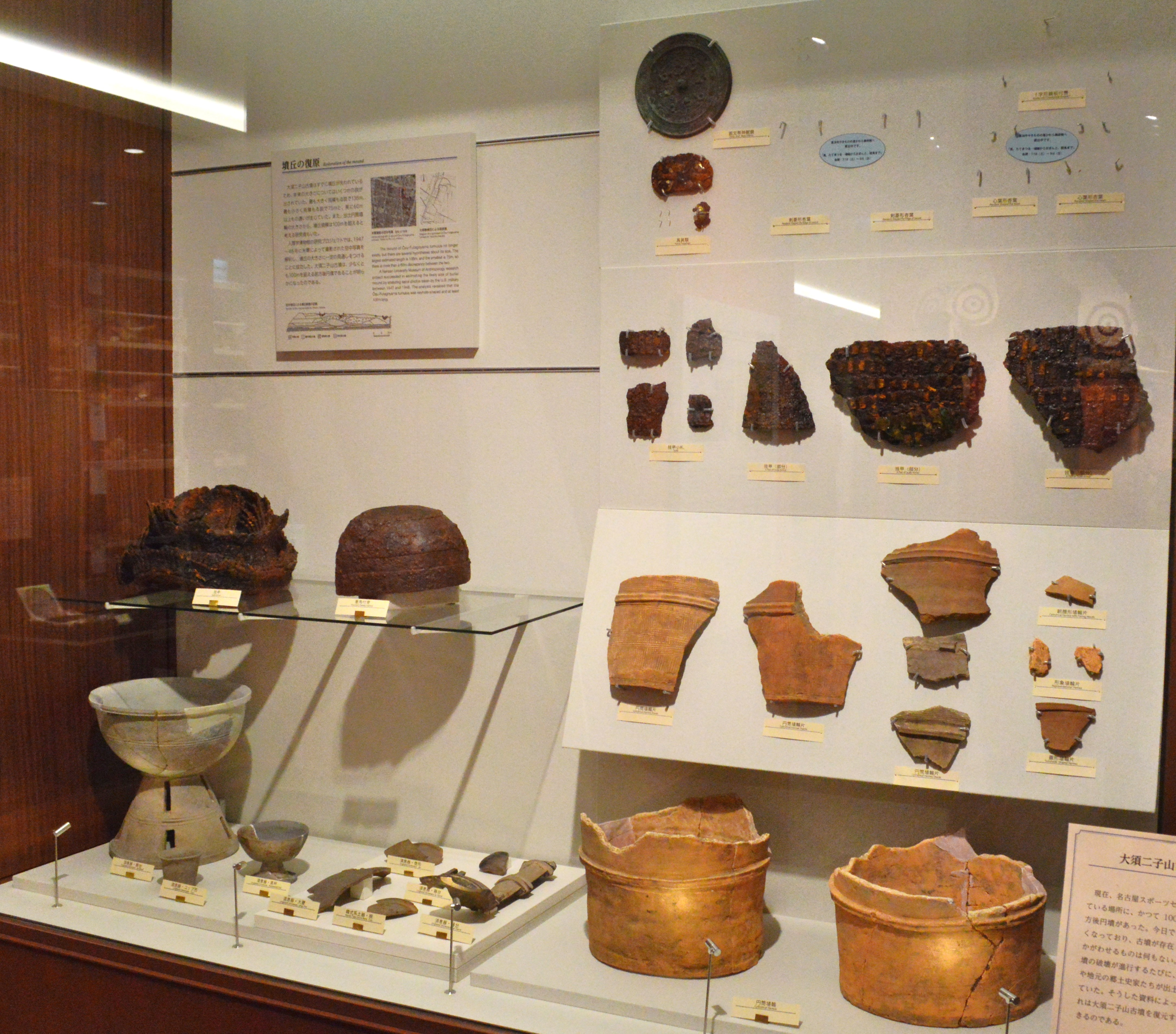
出土品の一部南山大学人類学博物館展示。

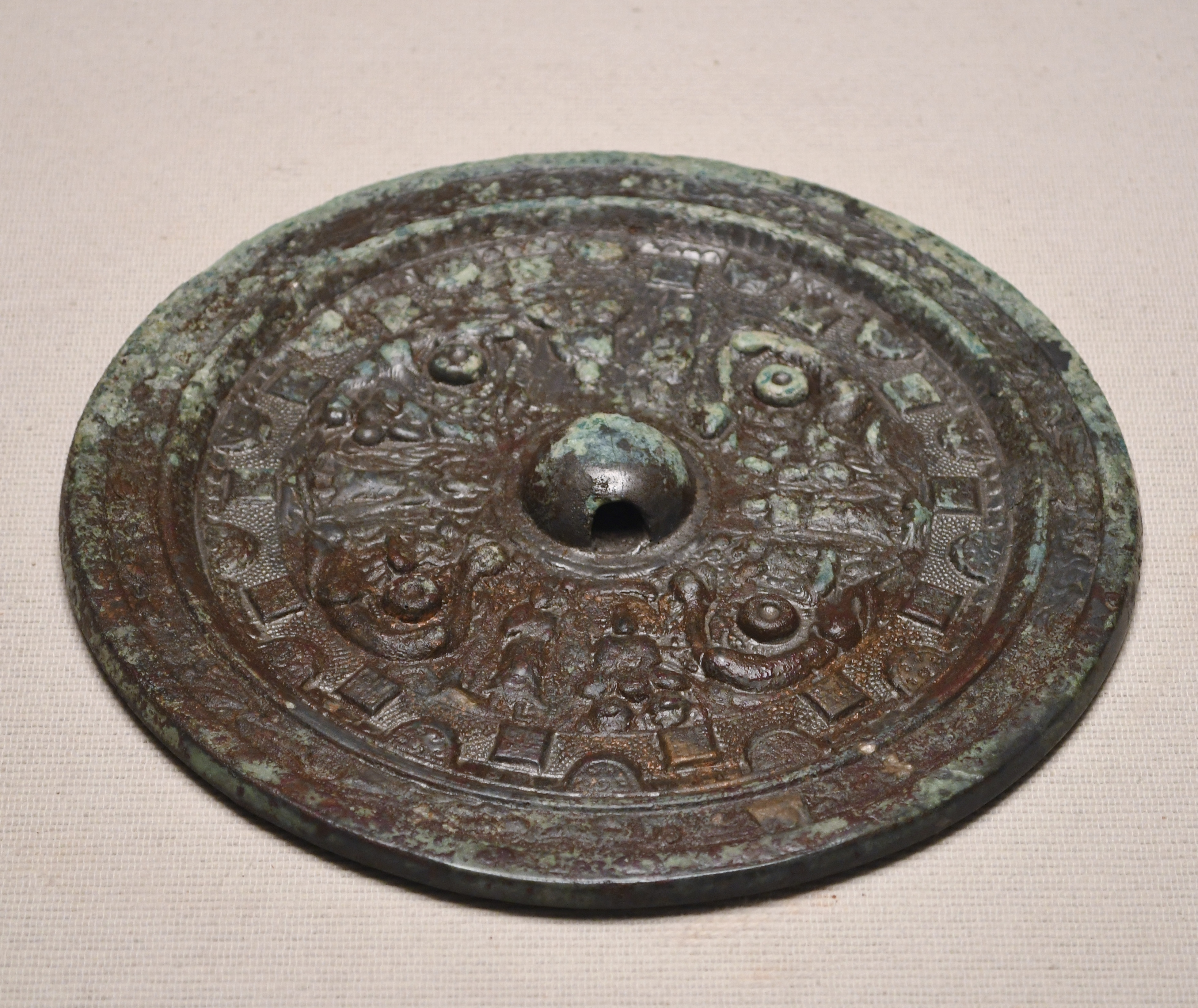
画文帯仏獣鏡和歌山県立紀伊風土記の丘企画展示時に撮影。

大須二子山古墳から出土した主な副葬品は次の通り。
- 銅鏡
  - 画文帯仏獣鏡 - 詳細は外部リンク参照。
  - 画文帯神獣鏡 - 狐山古墳（石川県加賀市）で発見されたものと同じ鋳型で作られている。
- 馬具
  - 鉄地金銅張心葉型杏葉
  - 鉄地金銅張菱形杏葉
  - 鉄地金銅張f字形鏡板付轡
- 武具
  - 横矧板鋲留衝角付冑
  - 胴丸式挂甲
  - 裲襠式短甲
- 直刀
- 須恵器
- 円筒埴輪
- 土師器
- 玉類

前述のように正式な発掘は行われておらず、現在に残る遺物の多くも、古墳撤去の際に出土した遺物を譲り受けた人物が後に寄贈したなどの経緯から、出土時の状態や位置などは不明である。また、工事中に出土したと伝わる朱塗りの木棺（長さ60-70センチメートル、高さ30-40センチメートル）を含めて遺物の大半は失われた。

## 文化財

### 名古屋市指定文化財
- 有形文化財
  - 大須二子山古墳出土品 29件（考古資料）- 所有者は学校法人南山学園。2009年（平成21年）9月2日指定[3]。
  - 大須二子山古墳出土品 6件（考古資料）- 所有者は名古屋市。2009年（平成21年）9月2日指定[3]。